# Lijst van planetoïden 37401-37500
Dit is een lijst van planetoïden 37401-37500. Voor de volledige lijst zie de lijst van planetoïden.
| Naam                | Voorlopige naamgeving | Datum ontdekking  | Ontdekker                                              |
| ------------------- | --------------------- | ----------------- | ------------------------------------------------------ |
| (37401) -           | 2001 XK74             | 11 december 2001  | LINEAR                                                 |
| (37402) -           | 2001 XB98             | 10 december 2001  | LINEAR                                                 |
| (37403) -           | 2001 XV98             | 10 december 2001  | LINEAR                                                 |
| (37404) -           | 2001 XF99             | 10 december 2001  | LINEAR                                                 |
| (37405) -           | 2001 XT100            | 10 december 2001  | LINEAR                                                 |
| (37406) -           | 2001 XG103            | 14 december 2001  | LINEAR                                                 |
| (37407) -           | 2001 XT113            | 11 december 2001  | LINEAR                                                 |
| (37408) -           | 2001 XY114            | 13 december 2001  | LINEAR                                                 |
| (37409) -           | 2001 XW115            | 13 december 2001  | LINEAR                                                 |
| (37410) -           | 2001 XQ118            | 13 december 2001  | LINEAR                                                 |
| (37411) -           | 2001 XH152            | 14 december 2001  | LINEAR                                                 |
| (37412) -           | 2001 XG183            | 14 december 2001  | LINEAR                                                 |
| (37413) -           | 2001 XB184            | 14 december 2001  | LINEAR                                                 |
| (37414) -           | 2001 XN191            | 14 december 2001  | LINEAR                                                 |
| (37415) -           | 2001 XQ196            | 14 december 2001  | LINEAR                                                 |
| (37416) -           | 2001 XR196            | 14 december 2001  | LINEAR                                                 |
| (37417) -           | 2001 XB197            | 14 december 2001  | LINEAR                                                 |
| (37418) -           | 2001 XD199            | 14 december 2001  | LINEAR                                                 |
| (37419) -           | 2001 XT199            | 14 december 2001  | LINEAR                                                 |
| (37420) -           | 2001 XT215            | 14 december 2001  | LINEAR                                                 |
| (37421) -           | 2001 XC217            | 14 december 2001  | LINEAR                                                 |
| (37422) -           | 2001 XF241            | 13 december 2001  | LINEAR                                                 |
| (37423) -           | 2001 XV251            | 14 december 2001  | LINEAR                                                 |
| (37424) -           | 2001 YA3              | 19 december 2001  | C. W. Juels                                            |
| (37425) -           | 2001 YM3              | 19 december 2001  | C. W. Juels                                            |
| (37426) -           | 2001 YU69             | 18 december 2001  | LINEAR                                                 |
| (37427) -           | 2001 YJ82             | 18 december 2001  | LINEAR                                                 |
| (37428) -           | 2001 YX91             | 17 december 2001  | NEAT                                                   |
| (37429) -           | 2001 YE105            | 17 december 2001  | LINEAR                                                 |
| (37430) -           | 2001 YN119            | 19 december 2001  | LINEAR                                                 |
| (37431) -           | 2002 AT7              | 4 januari 2002    | NEAT                                                   |
| (37432) Piszkéstető | 2002 AE1              | 11 januari 2002   | K. Sárneczky, Z. Heiner                                |
| (37433) -           | 2002 AA19             | 8 januari 2002    | NEAT                                                   |
| (37434) -           | 2002 AQ25             | 8 januari 2002    | NEAT                                                   |
| (37435) -           | 2111 P-L              | 24 september 1960 | C. J. van Houten, I. van Houten-Groeneveld, T. Gehrels |
| (37436) -           | 2201 P-L              | 24 september 1960 | C. J. van Houten, I. van Houten-Groeneveld, T. Gehrels |
| (37437) -           | 2576 P-L              | 24 september 1960 | C. J. van Houten, I. van Houten-Groeneveld, T. Gehrels |
| (37438) -           | 2599 P-L              | 24 september 1960 | C. J. van Houten, I. van Houten-Groeneveld, T. Gehrels |
| (37439) -           | 2610 P-L              | 24 september 1960 | C. J. van Houten, I. van Houten-Groeneveld, T. Gehrels |
| (37440) -           | 2612 P-L              | 24 september 1960 | C. J. van Houten, I. van Houten-Groeneveld, T. Gehrels |
| (37441) -           | 2700 P-L              | 24 september 1960 | C. J. van Houten, I. van Houten-Groeneveld, T. Gehrels |
| (37442) -           | 2722 P-L              | 24 september 1960 | C. J. van Houten, I. van Houten-Groeneveld, T. Gehrels |
| (37443) -           | 2788 P-L              | 26 september 1960 | C. J. van Houten, I. van Houten-Groeneveld, T. Gehrels |
| (37444) -           | 2793 P-L              | 26 september 1960 | C. J. van Houten, I. van Houten-Groeneveld, T. Gehrels |
| (37445) -           | 3056 P-L              | 24 september 1960 | C. J. van Houten, I. van Houten-Groeneveld, T. Gehrels |
| (37446) -           | 4067 P-L              | 24 september 1960 | C. J. van Houten, I. van Houten-Groeneveld, T. Gehrels |
| (37447) -           | 4162 P-L              | 24 september 1960 | C. J. van Houten, I. van Houten-Groeneveld, T. Gehrels |
| (37448) -           | 4218 P-L              | 24 september 1960 | C. J. van Houten, I. van Houten-Groeneveld, T. Gehrels |
| (37449) -           | 4235 P-L              | 24 september 1960 | C. J. van Houten, I. van Houten-Groeneveld, T. Gehrels |
| (37450) -           | 4257 P-L              | 24 september 1960 | C. J. van Houten, I. van Houten-Groeneveld, T. Gehrels |
| (37451) -           | 4280 P-L              | 24 september 1960 | C. J. van Houten, I. van Houten-Groeneveld, T. Gehrels |
| (37452) Spirit      | 4282 P-L              | 24 september 1960 | C. J. van Houten, I. van Houten-Groeneveld, T. Gehrels |
| (37453) -           | 4311 P-L              | 24 september 1960 | C. J. van Houten, I. van Houten-Groeneveld, T. Gehrels |
| (37454) -           | 4636 P-L              | 24 september 1960 | C. J. van Houten, I. van Houten-Groeneveld, T. Gehrels |
| (37455) -           | 4727 P-L              | 24 september 1960 | C. J. van Houten, I. van Houten-Groeneveld, T. Gehrels |
| (37456) -           | 4790 P-L              | 24 september 1960 | C. J. van Houten, I. van Houten-Groeneveld, T. Gehrels |
| (37457) -           | 4793 P-L              | 24 september 1960 | C. J. van Houten, I. van Houten-Groeneveld, T. Gehrels |
| (37458) -           | 5008 P-L              | 22 oktober 1960   | C. J. van Houten, I. van Houten-Groeneveld, T. Gehrels |
| (37459) -           | 6037 P-L              | 24 september 1960 | C. J. van Houten, I. van Houten-Groeneveld, T. Gehrels |
| (37460) -           | 6102 P-L              | 24 september 1960 | C. J. van Houten, I. van Houten-Groeneveld, T. Gehrels |
| (37461) -           | 6112 P-L              | 24 september 1960 | C. J. van Houten, I. van Houten-Groeneveld, T. Gehrels |
| (37462) -           | 6293 P-L              | 24 september 1960 | C. J. van Houten, I. van Houten-Groeneveld, T. Gehrels |
| (37463) -           | 6338 P-L              | 24 september 1960 | C. J. van Houten, I. van Houten-Groeneveld, T. Gehrels |
| (37464) -           | 6352 P-L              | 24 september 1960 | C. J. van Houten, I. van Houten-Groeneveld, T. Gehrels |
| (37465) -           | 6618 P-L              | 24 september 1960 | C. J. van Houten, I. van Houten-Groeneveld, T. Gehrels |
| (37466) -           | 6727 P-L              | 24 september 1960 | C. J. van Houten, I. van Houten-Groeneveld, T. Gehrels |
| (37467) -           | 6753 P-L              | 24 september 1960 | C. J. van Houten, I. van Houten-Groeneveld, T. Gehrels |
| (37468) -           | 6782 P-L              | 24 september 1960 | C. J. van Houten, I. van Houten-Groeneveld, T. Gehrels |
| (37469) -           | 6833 P-L              | 24 september 1960 | C. J. van Houten, I. van Houten-Groeneveld, T. Gehrels |
| (37470) -           | 6834 P-L              | 24 september 1960 | C. J. van Houten, I. van Houten-Groeneveld, T. Gehrels |
| (37471) -           | 7082 P-L              | 17 oktober 1960   | C. J. van Houten, I. van Houten-Groeneveld, T. Gehrels |
| (37472) -           | 7613 P-L              | 17 oktober 1960   | C. J. van Houten, I. van Houten-Groeneveld, T. Gehrels |
| (37473) -           | 9066 P-L              | 24 september 1960 | C. J. van Houten, I. van Houten-Groeneveld, T. Gehrels |
| (37474) -           | 9618 P-L              | 17 oktober 1960   | C. J. van Houten, I. van Houten-Groeneveld, T. Gehrels |
| (37475) -           | 1038 T-1              | 25 maart 1971     | C. J. van Houten, I. van Houten-Groeneveld, T. Gehrels |
| (37476) -           | 1107 T-1              | 25 maart 1971     | C. J. van Houten, I. van Houten-Groeneveld, T. Gehrels |
| (37477) -           | 1110 T-1              | 25 maart 1971     | C. J. van Houten, I. van Houten-Groeneveld, T. Gehrels |
| (37478) -           | 1120 T-1              | 25 maart 1971     | C. J. van Houten, I. van Houten-Groeneveld, T. Gehrels |
| (37479) -           | 1130 T-1              | 25 maart 1971     | C. J. van Houten, I. van Houten-Groeneveld, T. Gehrels |
| (37480) -           | 1149 T-1              | 25 maart 1971     | C. J. van Houten, I. van Houten-Groeneveld, T. Gehrels |
| (37481) -           | 1209 T-1              | 25 maart 1971     | C. J. van Houten, I. van Houten-Groeneveld, T. Gehrels |
| (37482) -           | 2114 T-1              | 25 maart 1971     | C. J. van Houten, I. van Houten-Groeneveld, T. Gehrels |
| (37483) -           | 2125 T-1              | 25 maart 1971     | C. J. van Houten, I. van Houten-Groeneveld, T. Gehrels |
| (37484) -           | 2174 T-1              | 25 maart 1971     | C. J. van Houten, I. van Houten-Groeneveld, T. Gehrels |
| (37485) -           | 2211 T-1              | 25 maart 1971     | C. J. van Houten, I. van Houten-Groeneveld, T. Gehrels |
| (37486) -           | 2282 T-1              | 25 maart 1971     | C. J. van Houten, I. van Houten-Groeneveld, T. Gehrels |
| (37487) -           | 3150 T-1              | 26 maart 1971     | C. J. van Houten, I. van Houten-Groeneveld, T. Gehrels |
| (37488) -           | 3203 T-1              | 26 maart 1971     | C. J. van Houten, I. van Houten-Groeneveld, T. Gehrels |
| (37489) -           | 4396 T-1              | 26 maart 1971     | C. J. van Houten, I. van Houten-Groeneveld, T. Gehrels |
| (37490) -           | 1082 T-2              | 29 september 1973 | C. J. van Houten, I. van Houten-Groeneveld, T. Gehrels |
| (37491) -           | 1112 T-2              | 29 september 1973 | C. J. van Houten, I. van Houten-Groeneveld, T. Gehrels |
| (37492) -           | 1115 T-2              | 29 september 1973 | C. J. van Houten, I. van Houten-Groeneveld, T. Gehrels |
| (37493) -           | 1171 T-2              | 29 september 1973 | C. J. van Houten, I. van Houten-Groeneveld, T. Gehrels |
| (37494) -           | 1174 T-2              | 29 september 1973 | C. J. van Houten, I. van Houten-Groeneveld, T. Gehrels |
| (37495) -           | 1226 T-2              | 29 september 1973 | C. J. van Houten, I. van Houten-Groeneveld, T. Gehrels |
| (37496) -           | 1287 T-2              | 29 september 1973 | C. J. van Houten, I. van Houten-Groeneveld, T. Gehrels |
| (37497) -           | 1330 T-2              | 29 september 1973 | C. J. van Houten, I. van Houten-Groeneveld, T. Gehrels |
| (37498) -           | 1507 T-2              | 30 september 1973 | C. J. van Houten, I. van Houten-Groeneveld, T. Gehrels |
| (37499) -           | 2033 T-2              | 29 september 1973 | C. J. van Houten, I. van Houten-Groeneveld, T. Gehrels |
| (37500) -           | 2118 T-2              | 29 september 1973 | C. J. van Houten, I. van Houten-Groeneveld, T. Gehrels |